# Михайловское (Калининский район)
Миха́йловское — село в Калининском районе Тверской области. Центр Михайловского сельского поселения.
Расположено в 15 км к северу от Твери, на реке Ведемья.

## История
28 марта 1767 года на имя епископа Тверского и Кашинского было подано прошение о строительстве каменной церкви Архангела Михаила в селе Михайловское Тверского уезда на месте обветшавшего деревянного храма. Вскоре разрешение на строительство храма с приделом во имя Николая Чудотворца было получено. Церковь возводилась на средства и силами прихожан. Кирпич изготавливали из местной глины, известь доставляли из Старицы. В 1772 году храм еще не был достроен, а строительство придела Николая Чудотворца уже завершилось (освящен 10 августа 1772 года). К 1778 году храм Архистратига Михаила был полностью освящен. В 1810 году алтарь был покрыт железом, заменившим деревянную ветхую крышу. В 1812 году с северной стороны церкви на средства прихожан был пристроен придел во имя пророка Илии.
В Списке населенных мест 1859 года значится владельческое село Михайловское с православной церковью, в нём становая квартира, 113 дворов с 765 жителями. В середине XIX-начале XX века село центр прихода Васильевской (центр село Васильевское) волости Тверского уезда.

## Население
| 1859 | 1886 | 1992 | 2002 | 2010 |
| ---- | ---- | ---- | ---- | ---- |
| 765  | ↘508 | ↘373 | ↗445 | ↘426 |

## Инфраструктура
- администрация сельского поселения.
- колхоз «Михайловское»
- МОУ «Михайловская СОШ»
- МДОУ «Михайловский детский сад»
- МУК «Михайловская сельская библиотека»
- МУ КДЦ «Михайловский»
- ФАП (фельдшерско-акушерский пункт)

## Достопримечательности
- Церковь Михаила Архангела с живописью (1787)[2].